# 德克兰·兰伯特
德克兰·兰伯特（英語：Declan Stephen Lambert Lee Kit Meng，1998年9月21日—），是出生于马来西亚吉隆坡的马来西亚与澳大利亚混血职业足球运动员，司职左后卫。目前效力马来西亚超级足球联赛吉隆坡市。

## 生涯
德克兰·兰伯特出生于吉隆坡，父亲是英国人，母亲是马来西亚人。随后，他们一家搬到了泰国，在泰国居住了6个月，然后再次搬迁到澳大利亚的墨尔本。
德克兰·兰伯特有一个双胞胎兄弟瑞恩·兰伯特，他也是一名职业足球运动员。两人曾在Clifton Hill、Richmond、阿基里斯29和邓伯什一同效力，目前兄弟两一起效力马来西亚超级足球联赛的吉隆坡市。.